# Урал (ледокол)
«Урал» — российский атомный ледокол проекта 22220 (ЛК-60Я). Является третьим судном данного проекта.

## Строительство

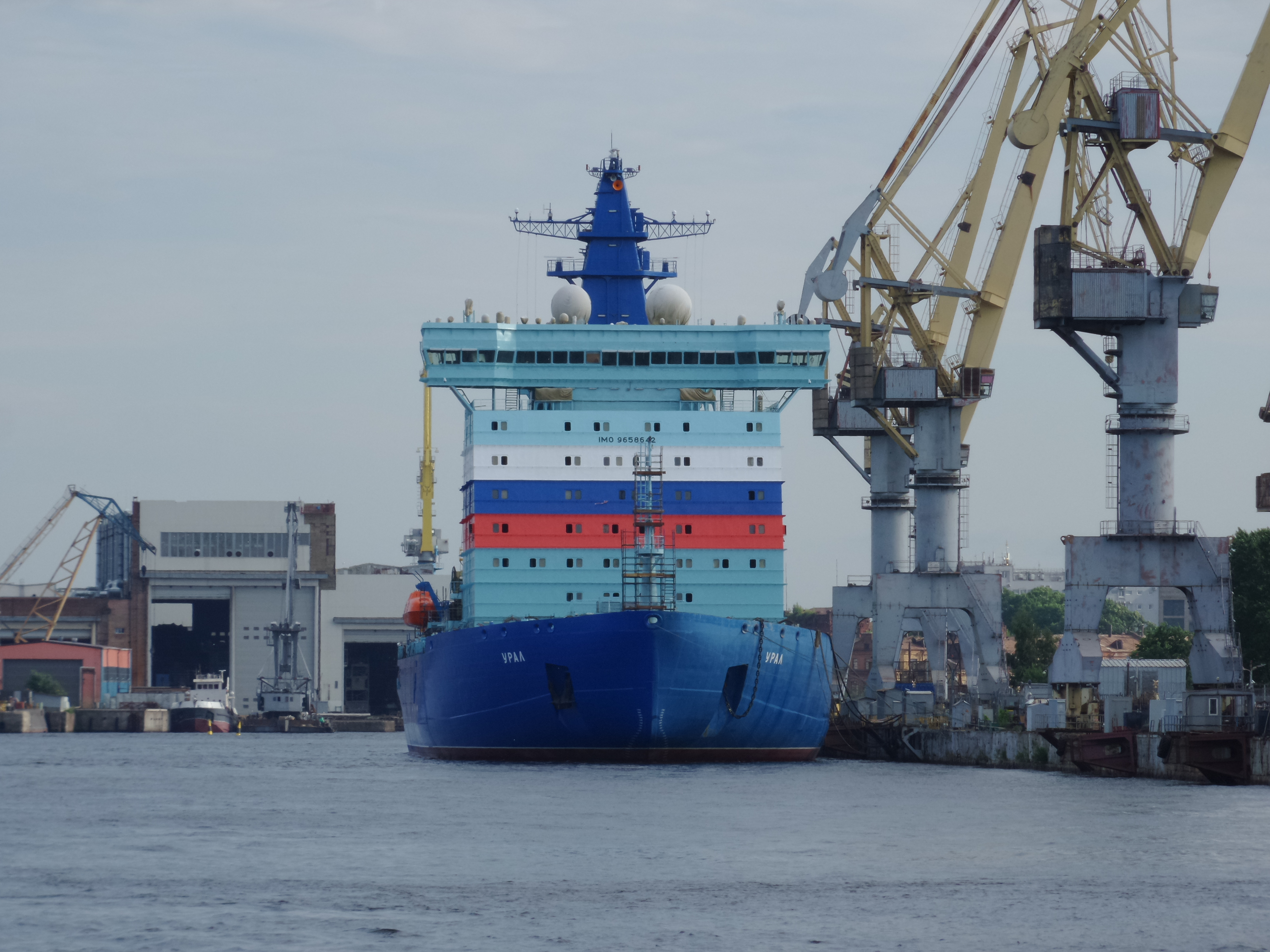
Ледокол «Урал» у причальной стенки Балтийского завода в Санкт-Петербурге, июль 2022

Ледокол был заложен 25 июля 2016 года. Судно было спущено на воду 25 мая 2019 года, бутылку крымского шампанского о корпус корабля разбила Эльвира Набиуллина. Во время церемонии Эльвира Набиуллина объявила, что будут выпущены памятные монеты в честь ледоколов проекта 22220.
В ноябре 2018 года были установлены 2 ядерных реактора «РИТМ-200».
Ввод в эксплуатацию был запланирован на 2020 год. 12 июля 2017 года новым сроком ввода в строй стал 2022 год. Однако, к марту 2019 года АО «Балтийский завод» сообщил о возврате к запланированным изначально срокам спуска ледокола на воду — май 2019 года.
Спуск ледокола на воду состоялся 25 мая 2019 года. По словам представителей Минпромторга, ледокол будет передан заказчику — Атомфлоту — в конце 2022 года.
21 января 2021 года в пресс-службе предприятия «Балтийский завод» сообщили о завершении формирования надстройки второго серийного атомного ледокола.
14 октября 2022 года СМИ со ссылкой на пресс службу предприятия «Балтийский завод» сообщили, что ледокол отправляется на ходовые испытания, которые были успешно завершены 31 октября. В ходе испытаний проверялись: скоростные качества ледокола, его манёвренные характеристики, работа паротурбинной установки, систем электродвижения судна, валопроводов, механизмов и оборудования, систем автоматики, связи и навигации, палубных механизмов якорного устройства, а также работа вертолётного комплекса. 22 ноября состоялась церемония поднятия государственного флага, 23 ноября «Урал» вышел в порт приписки Мурманск, а 2 декабря после торжественной церемонии в Мурманске вышел в первый рабочий рейс в Обь-Енисейский район Карского моря. Ввиду острой потребности в ледоколах подписание приёмного акта состоялось на Балтийском заводе «заочно» 29 ноября, когда ледокол уже был на пути в Мурманск.

## Инциденты
13 февраля 2021 года на ледоколе произошло возгорание, на площади 5 квадратных метров, пожар удалось ликвидировать силами рабочих, без ущерба судну.

## Конструкция
Рассчитан на преодоление ровного льда толщиной 2,8 метра со скоростью 1,5 — 2 узла (3,0 метра наибольшая).
Является двухосадочным ледоколом: при глубокой осадке способен проламывать толстые океанские льды, при мелкой — работать в руслах рек, тем самым замещая собой сразу два ледокола: классов Арктика и Таймыр соответственно.
Назначенный срок службы ледокола составляет 40 лет, ресурс реактора составляет 320 тысяч часов.

## В нумизматике

Монеты Банка России
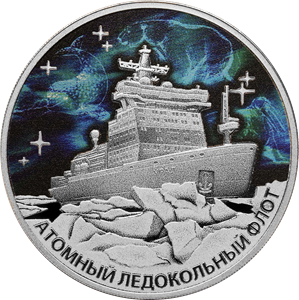
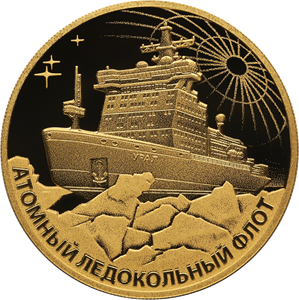

10 декабря 2021 года Банк России в серии «Атомный ледокольный флот России» выпустил золотую и серебряную монеты, на которых изображен ледокол.